# Володарское (Башкортостан)
Волода́рское (баш. Володарский) — деревня в Буздякском районе Республики Башкортостан Российской Федерации. Входит в состав Килимовского сельсовета. 

## География

### Географическое положение
Расстояние до:
- районного центра (Буздяк): 32 км,
- центра сельсовета (Килимово): 8 км,
- ближайшей ж/д станции (Буздяк): 32 км.

## Население
| 2002 | 2009 | 2010 |
| ---- | ---- | ---- |
| 21   | ↗27  | ↘23  |

### Национальный состав
Согласно переписи 2002 года, преобладающая национальность — татары (90 %).